# Łabowa (Natura 2000)
Łabowa (kod PLH120036) – specjalny obszar ochrony siedlisk sieci Natura 2000, zlokalizowany na terenie województwa małopolskiego. Obszar obejmuje powierzchnię 3304,05 lub 3304,04 ha.
Teren wyznaczony został w celu długotrwałego zabezpieczenia naturalnych siedlisk życia oraz populacji zagrożonego wymarciem gatunku podkowca małego Rhinolophus hipposideros.

## Siedliska pod ochroną
- pionierska roślinność na kamieńcach górskich potoków
- kwaśne buczyny (Luzulo-Fagetum)
- żyzne buczyny (Dentario glandulosae Fagenion, Galio odorati-Fagenion)
- łęgi wierzbowe, topolowe, olszowe i jesionowe (Salicetum albo-fragilis, Populetum albae,Alnenion glutinoso-incanae) i olsy źródliskowe